# Drikung kagju

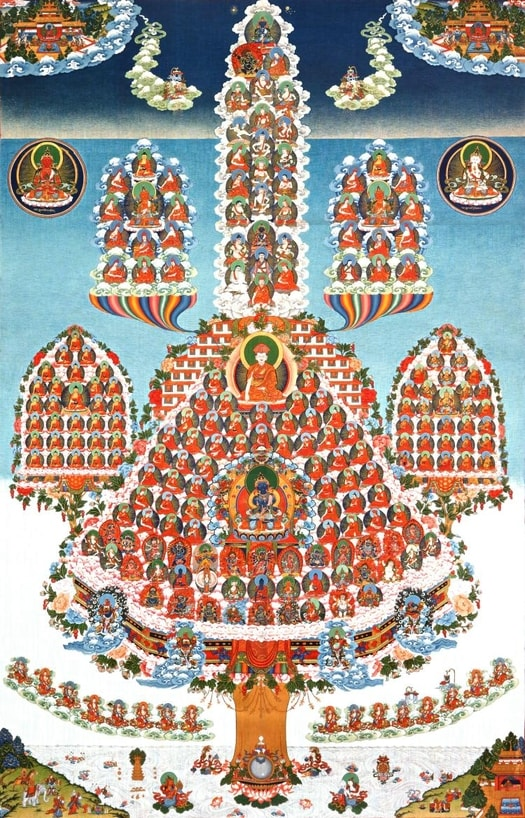
Drikung kagju

Drikung kagju lub drigung kagju (bri-kung bka'-brgyud) – szkoła kagju buddyzmu tybetańskiego, jedna z tzw. ośmiu mniejszych szkół kagju, wywodzących się od ucznia Gampopy (1079-1153) – Pagmodrupy (transliteracja Wyliego: phag mo gru pa rdo rje rgyal po) (1110–1170). Szkołę założył Dzigten Gonpo Rinczen Pal (transliteracja Wyliego: Jig-rten dgon-po rin-chen dpal) (1143–1217) znany również jako Drikung Kjopa.
Pierwszy i główny klasztor drikung kagju – Drikung Thil – założony został w 1179 roku przez mistrza Dzigten Gonpo Rinczen Pal około 150 kilometrów na północny wschód od Lhasy. Cały przekaz tego mistrza otrzymał następnie Gurawa Tsultrim Dordże (1154–1221). Oprócz doliny Drikung w centralnym Tybecie, gdzie znajduje się Drikung Thil i skąd linia bierze swą nazwę, szkoła ta jest silnie reprezentowana w Nangczen we wschodnim Tybecie oraz w Ladakh w zachodnim Tybecie. Tsari i Lapczi – dwa ważne miejsca dla tybetańskich buddystów – również zachowują silną obecność ośrodków drikung kagju. Pod szkołą Drikung była szkoła Lhapu, założona w XII wieku w zachodnim Bhutanie. To właśnie klasztory tej szkoły były pierwszymi klasztorami (dzong) w Bhutanie. Obecnie Lhapu praktykują w ramach szkoły drukpa kagju. Od założenia klasztoru Drikung Thil szkoła drikung kagju prowadzona była przez dzierżawców duchowego przekazu (tzw. Drikungpa). Trzydziestym siódmym sukcesorem linii jest Drikung Kjabgon Czetsang Rinpocze, Könchok Tenzin Kunzang Trinlay Lhundrup (ur. 1946), który rezyduje w Drikung Kagyu Institute w Dehra Dun w Indiach. Trzydziesty szósty Drikungpa, Drikung Kjabgon Czungtsang Rinpocze, Könchok Tenzin Chökyi Nangwa (ur. 1942) żyje w Lhasie w Tybecie.
Doktryna drikung kagju, nauczana przez jej założyciela Dzikten Gonpo, jest zawarta w dziełach „Pojedyncza Intencja” (transliteracja Wyliego: dgongs gcig) i „Esencja nauk Mahāyāna” (transliteracja Wyliego: theg chen bstan pa'i snying po). Głównymi praktykami szkoły są „Czteroraka Drogocenna Ścieżka Mahamudry” i „Sześć Jog Naropy”. Linia Drikung jest znana ponadto z przekazu dzogczen tertona z Drikung Gjalłang Rinczen Phuntsog (1509–1557), twórcy unikalnego systemu Jang Zab „Praktyk Bardzo Dogłębnych Wizji”. Inną unikalną cechą linii Drikung jest jej żeński strażnik Dharmy – Aczi Czokji Drolma. Praktyka ta służyć może także jako jidam i jest również popularna w innych szkołach, np. karma kagju.